# Aidia solomonensis
Aidia solomonensis är en måreväxtart som beskrevs av Colin Ernest Ridsdale. Aidia solomonensis ingår i släktet Aidia och familjen måreväxter. Inga underarter finns listade i Catalogue of Life.